# 梅赛德斯-奔驰CLA级

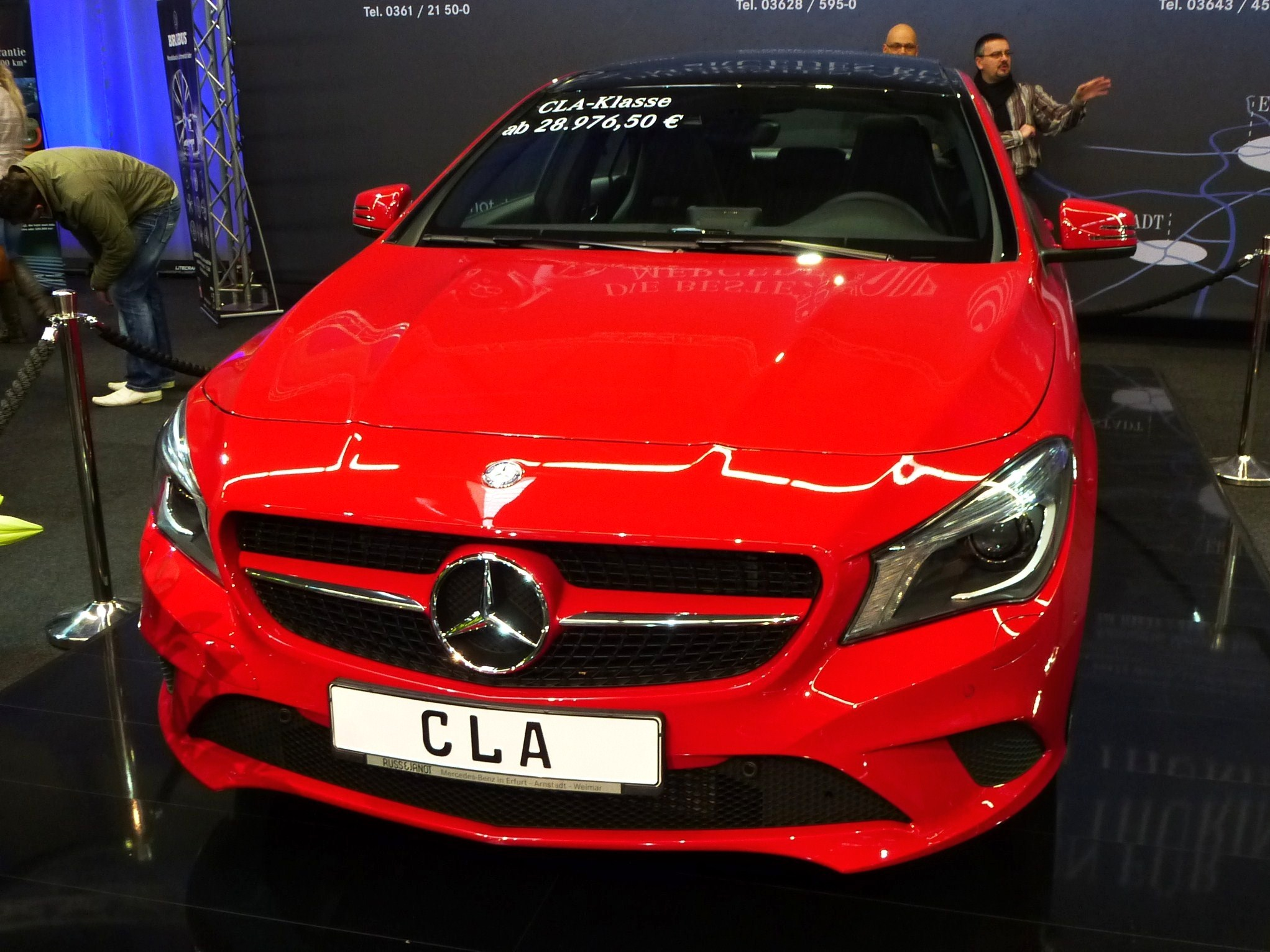
梅赛德斯-奔驰CLA级

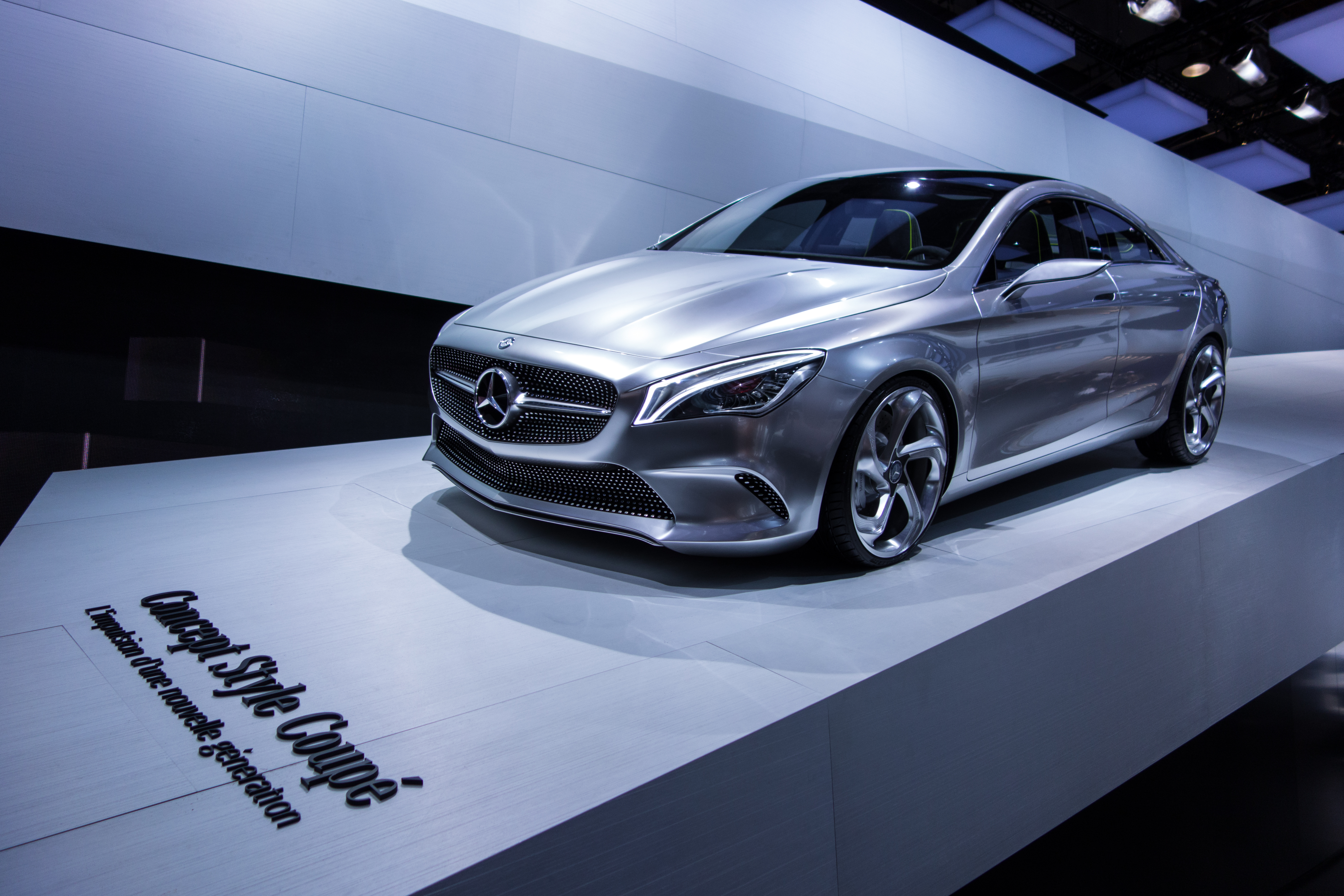
攝於2012年巴黎車展

梅赛德斯-奔驰CLA级是梅賽德斯-賓士於2013年1月底特律車展發表的新車種。建基於梅赛德斯-奔驰A级和B级的底盤之上，CLA级是4門的轎跑車，車尾及車身仿傚CLS级的傾斜設計。
CLA 180 BlueEfficiency風阻係數可達全球量產車最低的Cd=0.22，其前輪拱內前方有小排氣孔，可導引部分車頭氣流由這幾個小孔向輪拱外側排出，減少車輪周圍的亂流，還有高速行進時可電動調整為無迎風角，變成一圓形平面的水箱風扇、平順化車底板等，其他型號風阻係數較高。
汽油CLA 250，柴油CLA 220 CDI為頂級版本